# DESURABBITS
DESURABBITS (デスラビッツ) は、東京のアイドルグループ。略称は「デスラビ」。

## 概要
アイドルグループ、usa☆usa少女倶楽部からの派生ユニットとして2013年11月に活動を開始する。結成時は「デスラビッツ(DEATHRABBITS)」の名で活動していたが、2016年11月に行ったワンマンライブで「です。ラビッツ(DESU.RABBITS)」への改名を発表。さらに、2019年2月6日の9thシングルの発表と同時に「DESURABBITS(デスラビッツ)」への再改名を発表する。2021年6月20日に最後のワンマンライブ「LAST JUMP」を開催し、解散。
デジタルコンテンツ制作会社ジーアングルが運営しており、メンバーの一人「部長」はこの会社の所属である。デジタルハードコアとキャッチーなアイドルソングを融合した独自の楽曲を発表しており、それらの楽曲について「デスラビッツの楽曲はどこにもないポップスを目指しており、≪JAPANESE DEATH POP≫というジャンルである」と語っていた。また、メタルを取り入れたアイドルとしても注目されており、いくつかのメディアではBABYMETALの新解釈や、通じるところがあると評価されていた。
ファンは総称して"デスラビッツ軍"(一時期は"です。ラビッツ軍")と呼ばれており、メンバーもMC中でしばしばこの呼称を用いた。

## 略歴
2013年
- 11月10日 赤坂GENKI劇場にて初ステージを披露。
- 11月13日 1stシングル「アイドルSTAR WARS」をリリース。

2014年
- 4月2日 2ndシングル「恋する季節」をリリース。
- 7月16日 3rdシングル「お祭りJAPAN!!告白Night」をリリース。本シングルはラーメン付きCDとして発売され、アイドル物販の新しい流れとして話題になる[5]。
- 9月14日 1stアルバム「第一次うさぎ大戦」をリリース。
- 11月、音源のコンセプトとクオリティについてマーティ・フリードマンから評価される[2]。
- 12月、名古屋と大阪で行ったライブにおいて、物販特典用データディスクを配布。特製壁紙のほか、「Hell Near 部長／部長、勝手に武道館を妄想してREMIX」が収録されている。

2015年
- 1月、毎日新聞デジタル、エンタメサイトで次世代アイドルとして紹介される[6]。
- 1月24日 「NHKワンセグ2」で放送されているワンセグ☆ふぁんみに出演する。番組中で、えみはつんつん津軽の歌唱を、ゆずとかりんはダンスを披露する。
- 4月26日 音系即売会M3において、デスラビッツ楽曲のREMIXアルバム「More ♡ More Heartcore」がSHIFT TUNESより発売される。
- 5月30日 1stワンマンライブ「〜えみ・ゆず・かりん VS 部長〜」を渋谷club asiaで開催。「チケット300枚ソールドアウトで部長引退！？」という公約を掲げての公演[7]であったが、チケットがソールドアウトしたにもかかわらず、部長は引退しなかった。また、この日のライブ中に、4thシングル「うさぎの気持ち／中二の夏。おじさんの夏。」を7月15日にリリースすることと11月7日の2ndワンマンライブの開催が発表される。
- 6月3日 LINEスタンプの発売を開始する。
- 6月30日 エアリーズエンタテインメントが共同運営より撤退。同時に大川柚・安井夏鈴・望月愛実 がusa☆usa少女倶楽部を脱退し、ジーアングルに移籍する。[8]
- 7月1日 オフィシャルブログを開設する。
- 7月15日 4thシングル「うさぎの気持ち／中二の夏。おじさんの夏。」を両A面でリリース。
- 8月26日 ワンマンライブを収録したDVD「デスラビッツ 1st ワンマンライブ えみ・ゆず・かりんVS部長 @ club asia」を発売開始。本DVDはライブ会場での限定販売となっている。
- 9月6日 テレビ東京で放送されているセンニュウ★感の「現役アイドル・１００人の特技を徹底リサーチ」にてインタビューが放送される。
- 10月24日 めざましテレビPRESENTS T-SPOOK (東京お台場ハロウィーン）に出演。パレードにはバナナの衣装で参加した[9]。
- 10月24日 ランク王国のコーナー「ゆるスポ ランキング」にデスラビッツチームとして出演する。
- 11月7日 2ndワンマンライブ「〜えみ・ゆず・かりん VS 部長〜 第二回戦」をWOMBにて開催。チケットがソールドアウトしなかったため、赤字の責任を取って部長が引退を表明するが、公演中に「新部長」として再度加入する。また、この日のライブ中に、2ndアルバムを2016年6月1日にリリースすること、及び、2016年6月4日、5日に2DAYSの3rdワンマンライブを開催することが発表される[10]。尚、この日の物販では11月11日発売の5thシングル「なんで？」が先行販売された。
- 11月11日 5thシングル「なんで？」をリリース。本シングルは塩味のラーメン付きCDとして発売され、再度話題を集める[11]。
- 12月、全国5局ネットにて放送されている音楽番組 未来定番曲 〜Future Standard〜 において、札幌での主催ライブの模様が放送される。

2016年
- 1月2日 ラジオ関西にて、初の冠ラジオ番組「デスデスデスデスデスラビッツですっ!」の放送が開始される。
- 1月3日、10日 テレビ愛知「千原せいじのバズ☆ドル」において、ゆずの一発芸と2016年の抱負などを話したインタビューが放送される。
- 1月22日 テレビ朝日「アイドルお宝くじ」において、アイドルSTARWARSのライブ映像が放送される(公開収録は1月6日に行われた)。
- 1月、未来定番曲 〜Future Standard〜 のライブ特集【歌姫編】において、札幌の主催ライブで披露したうさぎのきもちの映像が放送される。
- 2月14日 Kawaiian TVにて放送されている「アイドリーーーム!!」にゲスト出演する。
- 2月24日 2ndワンマンライブを収録したDVD「デスラビッツ 2nd ワンマンライブ えみ・ゆず・かりんVS部長 第二回戦 @ 渋谷WOMB」が発売される。
- 4月15日 2ndアルバム「第二次うさぎ大戦」のリード曲である「うさぎストリーム2」のMVを公開する。阿波踊りをフィーチャーしたMVとなっており、複数メディアで紹介される[12][13]。
- 5月3日 iTunes Storeにて2ndアルバム「第二次うさぎ大戦」の先行配信を開始する。
- 5月22日 フランスで行われるJapan Expoのメインステージへの出演を賭けたイベント「TokyoCandoll」[14]の決勝戦に出場する。参加した全アイドルで唯一、予選から総て1位で通過していたが、決勝では惜しくも敗れる。
- 6月、 ファミリーマートの店内放送「ファミよし」番組中で、「なんで？」がパワープッシュされる。
- 6月1日 2ndアルバム「第二次うさぎ大戦」をリリース。購入特典として神崎部長が制作したアルバム収録ボツ曲「パンの歌」のMカードが配布された(ヴィレッジヴァンガードでの購入者のみ。先着順)。
- 6月4日、5日 3rdワンマンライブ「〜えみ・ゆず・かりん VS 部長〜 第3回戦 新宿ReNY 2DAYS」を開催。2日目のアンコールでは「アイドル STAR WARS」と「お祭りJAPAN!!告白Night」の2曲を生バンドで披露する。また、同年末にLIQUIDROOMで4thワンマンライブを開催することが発表される。
- 6月23日 8月20日に開催されるSUMMER SONICに出演することが発表される[15]。
- 7月21日 4thワンマンライブのタイトルが「デスラビッツ ラストライブｗ」であることが発表される。同日、本ライブの超スペシャル前売チケットが発売されたが、約2時間で完売した。
- 7月29日 マーティ・フリードマンが選曲するコンピレーションアルバム「楽曲派！-GAKKYOKUHA- selected by マーティ・フリードマン」(2016年10月5日発売)に「うさぎのきもち」が収録されることが発表される[16]。
- 8月、未来定番曲 〜Future Standard〜 のライブ特集【歌姫編】において、3rdワンマンライブで披露したアイドルSTAR WARS(生バンドver.)が放送される。
- 8月20日 SUMMER SONICに出演。
- 9月1日 ラーメン付きCDによる予算超過の懲罰処分として部長の解雇が決定したこと、及び、ケジメをつけるために11月13日のワンマンライブを「デスラビッツ ラストライブｗ」として締めくくることが、部長名義の謝罪文として発表され、波紋を呼ぶ[17][18]。
- 9月16日 6thシングル「Anger」を11月16日に発売することを発表。同時にMVも公開された。
- 10月30日 めざましテレビPRESENTS T-SPOOK (東京お台場ハロウィーン）に出演し、メインステージでパフォーマンスを披露する。パレードには昨年同様バナナの衣装で参加した。
- 11月13日 4thワンマンライブ「デスラビッツ ラストライブｗ」を開催。ユニット名を『デスラビッツ』から『です。ラビッツ』へ改名することが発表された。また、2017年5月7日に新宿BRAZEでワンマンライブを実施すること、同年初夏にアジア進出すること、同年秋に全国（名古屋・福岡・札幌・大阪・東京）ツアーを開催することが併せて発表された[19][20]。
- 11月16日 6thシングル「Anger」をリリース。本シングルは味噌味のラーメン付きCDとして発売される。
- 11月29日 Kawaiian TVにて放送されている「IDOL アカデミー(K・U・T )ノ爆」にゲスト出演する。

2017年
- 1月26日 えみ・ゆず・かりんの3人だけによるライブ「ラビフェス 1歩目　〜3びきの大冒険〜」をアキチカで開催する。また、本形式のライブを3月末まで定期的に開催することが発表された。
- 3月9日 7thシングル(です。ラビッツ名義では2ndシングル)「ですまスプリング 〜そろそろ敬語を使ってみませんか〜」を5月24日にリリースすることを発表する。同時に、即席麺評論家である大山即席斎氏とラーメン共同開発プロジェクトを立ち上げ、その第一弾として完成させた「豚骨醤油・極太です。」を同梱して発売することも発表し、再びニュースサイトに取り上げられる[21][22]。
- 4月14日 新宿BLAZEで開催するワンマンライブに、地蔵(拍手/コール等を行わず、黙ってライブを鑑賞する)を貫くことを条件にワンコインで入場できる「地蔵ゾーン」とライブを撮影可能な「カメコゾーン」を設置することを発表する[23]。
- 5月2日 「ですまスプリング 〜そろそろ敬語を使ってみませんか〜」のMVが公開され、メンバー自身の頭頂部を使用した“つむじ文字”が話題になる。同時にワンマンライブに「足つぼゾーン」を追加することを発表する[24]。
- 5月7日 新宿BLAZEにて、1stワンマンライブ「Road to 日本武道館」〜己を越えろ〜」を開催する。ライブ中に「です。ラビ未来計画 〜Road to 日本武道館〜」として、2017年夏から2019年秋までの主要ライブや楽曲リリースの予定を発表。本計画では、2019年秋に日本武道館単独公演を行う予定とした[25]。
- 5月16日 Kawaiian TVにて放送されている「IDOL アカデミー(K・U・T )ノ爆」にゲスト出演する。
- 5月24日 7thシングル(です。ラビッツ名義では2ndシングル)「ですまスプリング 〜そろそろ敬語を使ってみませんか〜」をリリース。本シングルは豚骨醤油ラーメン付きのCDとして発売される。
- 6月17日 9月24日に行う2ndワンマンライブのチケット売り上げ1枚ごとに4食のラーメンをフィリピンのパンダノン島へ届ける活動「1 Ticket 4 Ramen project」を発表。600枚の売り上げと2,400食を届けることを目標とした。本取り組みは共同通信PRワイヤーでプレスリリース[26]、さらに、テレビ東京で放送されている番組「東京アイドル戦線」でも紹介される。
- 9月20日 5月7日に行われた改名後の1stワンマンライブのDVDをリリース。2ndワンマンライブにおける「1 Ticket 4 Ramen project」や他界ゾーン(ほかに“推し”ができてしまったため、ですラビの単独公演に足を運べていないという人は1000円で入場できる)と併せて、メディアで紹介される[27][28]。
- 9月24日 2ndワンマンライブを開催。新曲「失恋したらWASABI」「Last Song」の2曲を初披露し、2018年1月に8枚目のシングルをリリースすることを発表する。
- 10月,11月 「己を越えろツアー2017」を全国4都市(札幌、福岡、名古屋、大阪)で開催。福岡、札幌、大阪公演にて、ライブを盛り上げるためのサクラを募集することを発表し、話題となる[29]。
- 11月28日 SHOWROOMを開始する。
- 12月9, 10日 台湾で行われたイベントに出演。初めての海外公演となる。

2018年
- 1月9日 2018年1月よりスタートしたアニメ「みっちりねこ」にて声優として出演することを発表する。
- 1月10日 8thシングル「みんなおいでよ！ですラビランド！〜アイドル界の闇〜」の楽曲、歌詞を公式HPで公開する。2017年12月より即席麺365食の食レポに挑戦中であることと併せ、ナタリーで紹介される[30]。
- 2月18日 3rdワンマンライブSupported byレコチョク・ラボを開催。新曲「うさぎのダンス」を初披露する。また、女性芸人ゆりやんレトリィバァとコラボを行うことを発表する。尚、本ライブでは、ライブのVR映像をリアルタイムで無料配信する「VRライブストリーミング」を実施した。
- 2月21日 8thシングル(です。ラビッツ名義では3rdシングル)「みんなおいでよ！ですラビランド！〜アイドル界の闇〜」をリリース。本シングルは神旨沖縄塩味のラーメン付きのCDとして発売される。
- 3月24日 台湾最大規模の音楽フェスである大港開唄(Megaport Festival)へ出演する[31]。また、翌日には台北で単独公演を実施した。
- 7月28日 3度目の台湾公演となる「DEADLIFT LOLITA & DESU.RABBITS 2-MAN LIVE in TAIWAN」を開催する。
- 9月 - 12月 2度目の全国ツアーとなる「JK LAST TOUR」を大阪、福岡、札幌で開催する。本ツアーは各公演のプロデュースをメンバーが担当した（大阪：柚、福岡：愛実、札幌：夏鈴）。
- 10月28日 音系即売会M3において、REMIXアルバム「More ♡ More Heartcore2」がSHIFT TUNESより発売される。

2019年
- 1月1日 結成5年を経た新たな意志を「兎革命」として、公式サイト上で発表。併せて、2月6日に「卒業少女-未来絵-」を先行配信することを発表する[32][33]。
- 2月6日 新曲「卒業少女-未来絵-」を音楽配信サービスで先行リリース。同時に「DESURABBITS」(デスラビッツ) への再改名を発表する。併せて、同曲を両A面の9thシングルとして3月20日にリリースすることを発表する[34][35]。
- 3月20日 9thシングル「卒業少女-未来絵-」をリリース。
- 3月23日 ワンマンライブ「兎革命 vol.1 - 卒業少女 -」を開催。公演中に次回のワンマンライブを9月14日に開催することを発表する[36][37]。なお、本公演のチケットは完売した。
- 7月10日 新曲「Magic of Butterfly -成蝶-」を音楽配信サービスでリリースし、同時にMVも公開する (曲名の「蝶」の字は虫偏が兎となる創作漢字) 。また、9月に同曲を10thシングルとして発売することを発表する[38]。
- 9月4日 10thシングル「Magic of Butterfly -成蝶-」をリリース。
- 9月14日 通算9回目となるワンマンライブ「兎革命 vol.2 -成蝶-」を下北沢GARDENにて開催する。ライブ中のMCにおいて、本ライブが2年ぶりの映像作品としてリリースされること、及び、3rdアルバムの発売を予定していることが発表される[39]。

2020年
- 4月15日 11thシングル「一瞬で」をリリース。オリコンデイリーシングルランキング(4月14日付)で9位、週間シングルランキング(4月27日付)で20位にランクインする。
- 7月26日 新型コロナウィルス感染症拡大の影響により、10回目となるワンマンライブを無観客生配信ライブ「DESURABBITSオンラインリモートLIVE @TSUTAYA O-WEST」として開催する。本ライブは「視聴者参加型」として実施され、スマートフォンを通じて家から会場へ声援を送る「リモートチアラー」やWeb会議サービス「Zoom」による企画が導入された[40][41][42]。
- 11月13日 活動7周年記念ライブ「7th Anniversary “SINGLE BEST” 生配信！」を恵比寿act*squareにて開催する。2021年6月をもって解散することを発表する[43][44]。

2021年
- 3月5日 新曲「無視するな、君の色は君で決めればいい」を音楽配信サービスでリリース。
- 3月31日 3rdアルバム「JUMP」をType-A, Bの2形態でリリース。
- 4月11日 メンバーの望月愛実がミスiD 2021において「その歌声は希望賞」を受賞する[45]。
- 4月12日 音楽ナタリーにて、「DESURABBITS ラストインタビュー」が掲載される[46]。
- 6月20日 Zepp Hanedaにてラストライブ「LAST JUMP」を開催し解散。約8年の歴史に幕を下ろす[47][48]。なお、本公演のチケットは完売した。
- 6月30日 クラウドファンディングサイトCAMPFIREにて、「解散ライブ 映像化プロジェクト」を開始。なお、約1週間で目標金額の300万円を達成した。

## メンバー
| 名前         | ふりがな       | 生年月日       | 血液型 | 出身地   | 旧カラー※1 | 新カラー※1 | 備考 |
| ------------ | -------------- | -------------- | ------ | -------- | ---------- | ---------- | --- |
| 大川柚       | おおかわゆず   | 2000年12月24日 | O      | 埼玉県   | 紫         | 赤         | 個人でミュージカルにも出演している。                                                                              |
| 望月愛実     | もちづきえみ   | 2002年1月5日   | O      | 福岡県   | ピンク     | 青         | ソロで出演することもある。 また、個人でYoutubeチャンネルを開設しており、カバー曲を歌う動画を投稿している。        |
| 安井夏鈴     | やすいかりん   | 2000年8月19日  | A      | 埼玉県※3 | 緑         | 黄         | 個人でミュージカルにも出演している。                                                                              |
| 部長(神崎晃) | かんざきあきら | 1978年1月7日   | A      | 東京都   | 黒※2       | 黒※2       | DJ部長としてソロでイベントに出演することもある。 また、AKIRADEATHとしてデジタルハードコアの音楽活動も行っている。 |

尚、部長をメンバーとして認めていないファンもおり、ゆず・えみ・かりんの3人を「正規メンバー」と呼ぶこともある。
※1:2019年2月6日のDESURABBITSへの再改名時に旧メンバーカラーは廃止され、11thシングル「一瞬で」のMV公開に合わせ、新カラーに変更された

※2:公式では語られていない

※3:出身地は埼玉県だが生まれた病院は長野県と語っている。

## ディスコグラフィ

### シングル
| #    | タイトル                                           | 発売日         | レーベル        | 型番                                        | 収録曲 | 備考 |
| ---- | -------------------------------------------------- | -------------- | --------------- | ------------------------------------------- | --- | --- |
| 1st  | アイドル STAR WARS                                 | 2013年11月13日 | G-angle Records | GACD-0002                                   | M1. アイドル STAR WARS 作詞・作曲・編曲 小林哲也 M2. Hell Near部長 〜働き過ぎだよ日本人2013〜 作詞 小林哲也, 神崎部長 , 作曲・編曲 小林哲也                                                                      | 2016年2月に完売 |
| 2nd  | 恋する季節                                         | 2014年4月2日   | G-angle Records | GACD-0005                                   | M1. 恋する季節 作詞 小林哲也, 神崎部長 , 作曲・編曲 小林哲也 M2. 2nd Attack 作詞 小林哲也, 神崎部長 , 作曲・編曲 小林哲也                                                                                        | 2016年2月に完売 |
| 3rd  | お祭りJAPAN!!告白Night                             | 2014年7月16日  | G-angle Records | GACD-0007 (通常盤) GACD-0009 (ラーメン付き) | M1. お祭りJAPAN!!告白Night 作詞・作曲・編曲 小林哲也 M2. 残業中にラーメンをすする 作詞 小林哲也, 神崎部長 , 作曲 小林哲也, 徳永翔威 , 編曲 小林哲也 M3. ホントのお祭りJAPAN!!告白Night 作詞・作曲・編曲 小林哲也 | ラーメンは喜多方醤油味 M3.ホントのお祭りJAPAN!!告白Night は部長を除く3人によるトラック                                                                                         |
| 4th  | うさぎのきもち／中二の夏。おじさんの夏。           | 2015年7月15日  | G-angle Records | GACD-0014                                   | M1. うさぎのきもち 作詞・作曲・編曲 小林哲也 M2. 中二の夏。おじさんの夏。 作詞・作曲・編曲 小林哲也 | |
| 5th  | なんで？                                           | 2015年11月11日 | G-angle Records | GACD-0016 (通常盤) GACD-0017 (ラーメン付き) | M1. なんで？ 作詞・作曲・編曲 小林哲也 M2. 怪獣ANPONTAN 作詞・作曲・編曲 小林哲也 | ラーメンは喜多方塩味 |
| 6th  | Anger                                              | 2016年11月16日 | G-angle Records | GACD-0021 (通常盤) GACD-0022 (ラーメン付き) | M1. Anger 作詞・作曲・編曲 小林哲也 M2. 茶番茶バンバン 作詞・作曲・編曲 小林哲也 | ラーメンは喜多方味噌味 |
| 7th  | ですまスプリング〜そろそろ敬語を使ってみませんか〜 | 2017年5月24日  | G-angle Records | GACD-0024 (通常盤) GACD-0025 (ラーメン付き) | M1. ですまスプリング〜そろそろ敬語を使ってみませんか〜 作詞 小林哲也／城ヶ崎マリア , 作曲 小林哲也 M2. I LOVE MEN 作詞・作曲 小林哲也                                                                            | ラーメンは「豚骨醤油・極太です。」（即席麺評論家の大山即席斎氏とコラボレーション）                                                                                             |
| 8th  | みんなおいでよ！ですラビランド！〜アイドル界の闇〜 | 2018年2月21日  | G-angle Records | GACD-0027 (通常盤) GACD-0028 (ラーメン付き) | M1. みんなおいでよ！ですラビランド！〜アイドル界の闇〜 作詞 城ヶ崎マリア , 作曲 小林哲也 M2. 失恋したらWASABI 作詞・作曲 小林哲也                                                                                | ラーメンは「神旨沖縄塩味」 |
| 9th  | 卒業少女-未来絵-／でも、逃げんな                   | 2019年3月20日  | G-angle Records | GACD-0029                                   | M1. 卒業少女-未来絵- 作詞 吉田ワタル , 作曲・編曲 石坂翔太 M2. でも、逃げんな 作詞 マイクスギヤマ , 作曲 外山大輔 , 編曲 外山大輔 , Dr.Lilcom                                                                    | 「卒業少女-未来絵-」は2019年2月6日より、各種音楽配信サービスにて先行配信 |
| 10th | Magic of Butterfly -成蝶-                          | 2019年9月4日   | G-angle Records | GACD-0030                                   | M1. Magic of Butterfly -成蝶- 作詞 吉田ワタル , 作曲・編曲 石坂翔太 M2. 東京の隙間 作詞 吉田ワタル , 作曲 外山大輔 , 編曲 石坂翔太                                                                               | 「Magic of Butterfly -成蝶-」は2019年7月10日より、各種音楽配信サービスにて先行配信。「蝶」の字は虫偏が兎となる創作漢字。 「東京の隙間」は「DESURABBITS from EMI feat.X」名義。 |
| 11th | 一瞬で                                             | 2020年4月15日  | G-angle Records | GACD-0032                                   | M1. 一瞬で 作詞 マイクスギヤマ , 作曲 外山大輔 , 編曲 外山大輔 , Gira Mundo , 石坂翔太 M2. RAY WORD 作詞 マイクスギヤマ , 作曲・編曲 小林哲也                                                                    | |
| 12th | 無視するな、君の色は君で決めればいい               | 2021年3月5日   | -               | -                                           | M1. 無視するな、君の色は君で決めればいい | 3rdアルバムJUMPの先行配信シングル(デジタル配信限定) |

各シングルには、Instrumental (全シングル)、Vocal Parts for DJ REMIX (7thシングルまで)、及びボーナストラックとして部長勝手に録っちゃったバージョン (6thシングルまで) が収録されている。

### アルバム
| #   | タイトル         | 発売日        | レーベル        | 型番      | 収録曲 | 備考                                                                          |
| --- | ---------------- | ------------- | --------------- | --------- | --- | ----------------------------------------------------------------------------- |
| 1st | 第一次うさぎ大戦 | 2014年9月3日  | G-angle Records | GACD-0010 | M1. デスラビッツ軍の七ケ条 作詞・作曲・編曲 小林哲也 M2. 2nd Attack 作詞 小林哲也、神崎部長、作曲・編曲 小林哲也 M3. 恋する季節 作詞 小林哲也、神崎部長、作曲・編曲 小林哲也 M4. うさぎストリーム M5. Hell Near 部長 〜働き過ぎだよ日本人2013〜 作詞 小林哲也、神崎部長、作曲・編曲 小林哲也 M6. ◯◯へ 作詞・作曲・編曲 小林哲也 M7. 戦闘配置 作曲・編曲 小林哲也 M8. アイドル STAR WARS 作詞・作曲・編曲 小林哲也 M9. お祭りJAPAN!!告白Night 作詞・作曲・編曲 小林哲也 M10. 世界中にありがとう 作詞・作曲・編曲 小林哲也 M11. Riot Zone♥ 作詞・作曲・編曲 神崎部長、小林哲也 | M4.うさぎストリーム は部長の1人5役インタビュー M6.○○へ は望月愛実のソロ曲     |
| 2nd | 第二次うさぎ大戦 | 2016年6月1日  | G-angle Records | GACD-0019 | M1. お洒落キャパ部長と歪み 作詞・作曲・編曲 小林哲也 M2. なんで？ 作詞・作曲・編曲 小林哲也 M3. うさぎのきもち 作詞・作曲・編曲 小林哲也 M4. 怪獣ANPONTAN 作詞・作曲・編曲 小林哲也 M5. ホニャラカンパニー 作詞・作曲・編曲 小林哲也 M6. By your side 作詞・作曲 北島美奈、編曲 みなむし♀ M7. アキラズブートキャンプ 作詞・作曲・編曲 小林哲也 M8. うさぎストリーム2 作詞・作曲・編曲 小林哲也 M9. 日本たまご協会公式ソング 作詞・作曲 小林哲也、編曲 小林哲也、徳永翔威 M10. 中二の夏。おじさんの夏。 作詞・作曲・編曲 小林哲也 M11. 本当の世界中にありがとう 作詞・作曲・編曲 小林哲也 M12. うちゅちゅ 作詞・作曲 小林哲也、編曲 小林哲也、徳永翔威 | 2016年5月3日よりiTunes Storeにて先行配信。 M6.By your side は望月愛実のソロ曲 |
| 3rd | JUMP(Type-A)     | 2021年3月31日 | G-angle Records | GACD-0034 | M1. OP.track M2. 一瞬で 作詞 マイクスギヤマ、作曲 外山大輔、 編曲 外山大輔、Gira Mundo、石坂翔太 M3. 無視するな、君の色は君で決めればいい 作詞 SACHIKO、作曲・編曲 Sxun M4. RAY WORD 作詞 マイクスギヤマ、作曲・編曲 小林哲也 M5. Don't think, Feel! 作詞 マイクスギヤマ、作曲・編曲 石坂翔太 M6. でも、逃げんな 作詞 マイクスギヤマ、作曲 外山大輔、 編曲 外山大輔、Dr.Lilcom M7. 卒業少女 -未来絵- 作詞 吉田ワタル、作曲・編曲 石坂翔太 M8. 東京の隙間 作詞 吉田ワタル、作曲 外山大輔、 編曲 石坂翔太 M9. I'M ON MY WAY 作詞 マイクスギヤマ、作曲・編曲 石坂翔太 M10. Magic of Butterfly -成蝶- 作詞 吉田ワタル、作曲・編曲 石坂翔太 M11. アイコトバ 作詞 吉田ワタル、作曲・編曲 石坂翔太 M12. アイドルSTAR WARS Re-Singing Ver 作詞・作曲・編曲 小林哲也 M13. Anger 作詞・作曲・編曲 小林哲也 M14. ですまスプリング〜そろそろ敬語を使ってみませんか〜 作詞・作曲・編曲 小林哲也 M15. 茶番茶バンバン 作詞・作曲・編曲 小林哲也 M16. I love DESURABBITS 作詞・作曲・編曲 小林哲也 M17. LAST SONG 作詞・作曲・編曲 小林哲也 |                                                                               |
| 3rd | JUMP(Type-B)     | 2021年3月31日 | G-angle Records | GACD-0035 | M1. OP.track M2. 一瞬で 作詞 マイクスギヤマ、作曲 外山大輔、 編曲 外山大輔、Gira Mundo、石坂翔太 M3. 無視するな、君の色は君で決めればいい 作詞 SACHIKO , 作曲・編曲 Sxun M4. 恋する季節 Re-Singing Ver 作詞・作曲・編曲 小林哲也 M5. うさぎのダンス 作詞・作曲・編曲 小林哲也 M6. 失恋したらWASABI 作詞・作曲・編曲 小林哲也 M7. みんなおいでよ！ですラビランド！〜アイドル界の闇〜 作詞・作曲・編曲 小林哲也 M8. I love DESURABBITS 作詞・作曲・編曲 小林哲也 M9. Don't think, Feel! 作詞 マイクスギヤマ、作曲・編曲 石坂翔太 M10. でも、逃げんな 作詞 マイクスギヤマ、作曲 外山大輔、 編曲 外山大輔、Dr.Lilcom M11. RAY WORD 作詞 マイクスギヤマ、作曲・編曲 小林哲也 M12. I'M ON MY WAY 作詞 マイクスギヤマ、作曲・編曲 石坂翔太 M13. 東京の隙間 作詞 吉田ワタル、作曲 外山大輔、 編曲 石坂翔太 M14. Magic of Butterfly -成蝶- 作詞 吉田ワタル、作曲・編曲 石坂翔太 M15. 卒業少女 -未来絵- 作詞 吉田ワタル、作曲・編曲 石坂翔太 M16. アイコトバ 作詞 吉田ワタル、作曲・編曲 石坂翔太                                     |                                                                               |

### コンピレーションアルバムへの参加
| タイトル                                                | 発売日         | レーベル     | 型番       | 参加曲                  | 備考 |
| ------------------------------------------------------- | -------------- | ------------ | ---------- | ----------------------- | ---- |
| 楽曲派！-GAKKYOKUHA- selected by マーティ・フリードマン | 2016年10月5日  | 日本クラウン | CRCP-40480 | M9. うさぎのきもち      |      |
| EXA IDOL COMPLEX〜Super duper!                          | 2016年10月12日 | avex trax    | AVC1-93516 | M16. DEPARTURES (globe) |      |

### 映像作品
| #   | タイトル                                                                            | 発売日         | レーベル        | 型番      | 備考 |
| --- | ----------------------------------------------------------------------------------- | -------------- | --------------- | --------- | --- |
| 1st | デスラビッツ 1st ワンマンライブ えみ・ゆず・かりんVS部長 @ club asia                | 2015年8月26日  | G-angle Records | -         | ライブ会場のみでの販売 2016年2月に完売 |
| 2nd | デスラビッツ 2nd ワンマンライブ えみ・ゆず・かりんvs部長 第二回戦 @ 渋谷WOMB        | 2016年2月24日  | G-angle Records | GADD-0018 | |
| 3rd | デスラビッツ ワンマンライブ 〜 えみ・ゆず・かりん VS 部長 〜 第3回戦 新宿ReNY 2DAYS | 2016年10月12日 | G-angle Records | GADD-0020 | |
| 4th | デスラビッツ ラストライブｗ                                                         | 2017年2月22日  | G-angle Records | GADD-0023 | |
| 5th | です。ラビッツ 1st LIVE                                                             | 2017年9月20日  | G-angle Records | GADD-0026 | |
| 6th | DESURABBITS ONE-MAN LIVE 兎革命 vol.2 〜成蝶〜                                      | 2019年12月7日  | G-angle Records | GADD-0027 | |
| 7th | DESURABBITS LAST JUMP                                                               | -              | -               | -         | クラウドファンディングのリターンとして制作。通常のライブ映像に加え、メンバーそれぞれの専用カメラを中心に編集したバージョンも配布される予定。 |

### その他の形態
| # | タイトル                                          | 発売日         | レーベル    | 型番      | 備考 |
| - | ------------------------------------------------- | -------------- | ----------- | --------- | --- |
| 1 | Hell Near 部長／部長、勝手に武道館を妄想してREMIX | -              | -           | -         | 2015年末のライブでの特典として配布された                                                                   |
| 2 | More ♡ More Heartcore                             | 2015年4月26日  | Shift Tunes | STCD-0007 | 同人イベントで発売されたリミックスアルバム                                                                 |
| 3 | パンの歌                                          | -              | -           | -         | 部長のソロ曲 2ndアルバムの購入特典として配布された                                                         |
| 4 | 第二次うさぎ大戦 Instrumental Version             | -              | -           | -         | 「ラストライブw」のスペシャル前売チケットの特典として配布された                                            |
| 5 | 君と夏の日(子供デュエットVer)                     | 2017年10月18日 | -           | -         | リズムゲーム『バンドやろうぜ!』のイベント曲 望月愛実と黒沢ともよのデュエット 音楽配信サービスでのみ販売    |
| 6 | みんなみっちりねこねこにゃお                      | 2018年4月25日  | -           | -         | 「ゆりやんレトリィニャァ〜(CV：ゆりやんレトリィバァ) feat. です。ラビッツ」名義 音楽配信サービスでのみ販売 |
| 7 | デッドリフトラビッツです                          | -              | -           | -         | DEADLIFT LOLITAとのコラボ曲 クラウドファンディングのリターンとして出資者のみに送付された                   |
| 8 | More ♡ More Heartcore2                            | 2018年10月28日 | Shift Tunes | STCD-0012 | 同人イベントで発売されたリミックスアルバム                                                                 |
| 9 | Arise-それぞれの場所へ-                           | 2021年3月7日   | -           | -         | ギュウ農フェス応援ソング。望月愛実、部長の2人が参加                                                        |

## ミュージックビデオ
以下の楽曲のミュージックビデオをYouTubeにて配信・公開している。
- アイドルSTAR WARS
- 恋する季節
- お祭りJAPAN!!告白Night
- デスラビッツ軍の七ケ条
- うさぎの気持ち
- なんで？
- 怪獣ANPONTAN
- うさぎストリーム2
- Anger
- ですまスプリング〜そろそろ敬語を使ってみませんか〜
- みんなおいでよ！ですラビランド！〜アイドル界の闇〜
- 卒業少女-未来絵-
- でも、逃げんな
- Magic of Butterfly -成蝶- (「蝶」の字は虫偏が兎となる創作漢字)
- 東京の隙間
- 一瞬で
- 無視するな、君の色は君で決めればいい

## タイアップ
| タイトル                                           | タイアップ先 |
| -------------------------------------------------- | --- |
| うさぎの気持ち                                     | TBS系列『ランク王国』 2015年10・11月度エンディングテーマ                                                                        |
| うさぎストリーム2                                  | TBS系列『ランク王国』 2016年6・7月度エンディングテーマ 関西テレビ『ちゃちゃ入れマンデー』 2016年7月度エンディングテーマ         |
| なんで?                                            | テレビアニメ『奇異太郎少年の妖怪絵日記』 第4話 エンディングテーマ (2016年10月26日放送)                                          |
| Anger                                              | 読売テレビ『特盛!よしもと 今田・八光のおしゃべりジャングル』 2016年10月・11月度エンディングテーマ                               |
| ですまスプリング〜そろそろ敬語を使ってみませんか〜 | 朝日放送(ABC)『教えて!ニュースライブ 正義のミカタ』 2017年5月20日 - 6月24日放送分 エンディングテーマ                            |
| みんなおいでよ！ですラビランド！〜アイドル界の闇〜 | 朝日放送(ABC)『教えて!ニュースライブ 正義のミカタ』 2018年2月10日 - 3月24日放送分 エンディングテーマ                            |
| みんなみっちりねこねこにゃお                       | テレビアニメ『みっちりねこ』 主題歌                                                                                             |
| Magic of Butterfly -成蝶-                          | 関西テレビ『ちゃちゃ入れマンデー』 2019年9月度エンディングテーマ                                                                |
| 一瞬で                                             | 日本テレビ『バズリズム02』POWER PLAYタイアップ 関西テレビ『和牛の以上、現場からお伝えしました。』 2020年4月度エンディングテーマ |
| 無視するな、君の色は君で決めればいい               | TOKYO MX他全国27局ネット 『MUSIC B.B.』 3月度OPENINGレコメンド 関西テレビ『かまいたちの机上の空論城』 エンディングテーマ        |

## 主催ライブ
ワンマンライブ等の他に、部長が観たいアイドルを部長が勝手に集める「部長FESTIVAL」（部長フェス）という主催ライブを月1回程度の頻度で開催していた。また、2017年1月から3月まではえみ・ゆず・かりんの3人だけによるライブ「ラビフェス」を開催した。
| タイトル                                                                                       | 開催日          | 会場                      | 共演者 | 備考                                                                                        |
| ---------------------------------------------------------------------------------------------- | --------------- | ------------------------- | --- | ------------------------------------------------------------------------------------------- |
| 第1回部長FESTIVAL                                                                              | 2014年7月12日   | TSUTAYA O-NEST            | amiina C-Style アーマーガールズ 並木橋ハイスクール                                                                                                 |                                                                                             |
| 第2回部長FESTIVAL                                                                              | 2014年8月23日   | TSUTAYA O-NEST            | 並木橋ハイスクール MIKA☆RIKA ぱー研！ Girls Forever                                                                                                |                                                                                             |
| 第3回部長FESTIVAL                                                                              | 2014年9月13日   | 池袋BlackHole             | MIKA☆RIKA ベースボールガールズ 合法幼女症候群 |                                                                                             |
| 第4回部長FESTIVAL                                                                              | 2014年10月26日  | 秋葉原club GOODMAN        | FRUITPOCHETTE はちきんガールズ つばさFly |                                                                                             |
| 第5回部長FESTIVAL                                                                              | 2014年11月16日  | 表参道GROUND              | FYT アイリス スライムガールズ |                                                                                             |
| 第6回部長FESTIVAL                                                                              | 2014年12月20日  | 新宿MARZ                  | FES☆TIVE 月と太陽 | 1stワンマンライブの開催が発表される。                                                       |
| デスラビッツ新年会2015                                                                         | 2015年1月7日    | TSUTAYA O-WEST            | Stella☆Beats つばさFly | ライブ終了後の物販において、ファンが部長の誕生日を祝う。                                    |
| 第7回部長FESTIVAL                                                                              | 2015年4月19日   | SHIBUYA DESEO             | 赤マルダッシュ☆ ハニースパイス リンクSTAR's |                                                                                             |
| 1stワンマンライブ 〜えみ・ゆず・かりん vs 部長〜                                               | 2015年5月30日   | club asia                 | - | 詳細は略歴の項を参照。                                                                      |
| 第8回部長FESTIVAL                                                                              | 2015年7月4日    | Shibuya REX               | キャンディzoo LADYBABY ライムベリー |                                                                                             |
| 第9回部長FESTIVAL                                                                              | 2015年7月18日   | Shibuya REX               | オトメ☆コーポレーション まどもあ54世 小熊あやめ |                                                                                             |
| ラウドル祭2015                                                                                 | 2015年9月13日   | Shibuya REX               | 多数(デスラビッツ含む全15組) |                                                                                             |
| 第10回部長FESTIVAL                                                                             | 2015年9月27日   | Shibuya REX               | 生ハムと焼うどん せのしすたぁ |                                                                                             |
| 第11回部長FESTIVAL                                                                             | 2015年10月25日  | Shibuya REX               | 北風インパクト 天川宇宙 KOTO |                                                                                             |
| 2ndワンマンライブ 〜えみ・ゆず・かりん vs 部長〜 第2回戦                                       | 2015年11月7日   | WOMB                      | - | 詳細は略歴の項を参照。                                                                      |
| 第12回部長FESTIVAL in 札幌                                                                     | 2015年11月22日  | DUCE                      | フルーティー HAPPY少女♪ ICE☆PASTEL Teamくれれっ娘! ラブアンドロイド Feam                                                                           | 関東以外での初主催ライブ。                                                                  |
| LADYBABY VS デスラビッツ ＼年末デスマッチだョ！全員集合／                                      | 2015年12月30日  | 新宿ReNY                  | LADYBABY |                                                                                             |
| 第13回部長FESTIVAL 〜えみ(＋部長)生誕祭スペシャル〜                                            | 2016年1月17日   | Shibuya REX               | ベースボールガールズ キャンディzoo | ライブ中にえみの生誕祭が行われる。 また、ライブ後の物販においてファンが部長の誕生日を祝う。 |
| 第14回部長FESTIVAL                                                                             | 2016年2月21日   | SOUND MUSEUM VISION       | じゅじゅ GALETTe | 2ndワンマンライブのDVDが先行発売される。                                                    |
| 第15回部長FESTIVAL                                                                             | 2016年3月12日   | X-HALL                    | ナト☆カン 究極人形 アルテマドール ココロモヨヲ せのしすたぁ＆MyGirlfriends FES☆TIVE                                                                | 初の名古屋開催。                                                                            |
| 第16回部長FESTIVAL                                                                             | 2016年3月21日   | SOUND MUSEUM VISION       | 多数(デスラビッツ含む全15組) |                                                                                             |
| 第17回部長FESTIVAL                                                                             | 2016年4月24日   | SOUND MUSEUM VISION       | 赤マルダッシュ☆ WenDee エルフロート 恋するBeat♪ さんみゅ〜 ダイヤモンドルフィー アモレカリーナ東京                                                 |                                                                                             |
| 3rdワンマンライブ 〜えみ・ゆず・かりん vs 部長〜 第3回戦 新宿ReNY 2DAYS うさぎの逆襲、部長の罠 | 2016年6月4, 5日 | 新宿ReNY                  | - | 詳細は略歴の項を参照。                                                                      |
| デスラビッツ ラストライブｗ 前夜祭だョ！ 注目アイドル全員集合                                  | 2016年11月12日  | LIQUIDROOM                | PassCode 夏の魔物 The Idol Formerly Know as LADYBABY                                                                                               |                                                                                             |
| デスラビッツ ラストライブｗ                                                                    | 2016年11月13日  | LIQUIDROOM                | - | 詳細は略歴の項を参照。                                                                      |
| 第18回部長FESTIVALスペシャル えみ(15歳)＆部長(39歳) 生誕祭                                     | 2017年1月7日    | 原宿 Astro Hall           | 絶対直球女子!プレイボールズ |                                                                                             |
| ラビフェス 1歩目 〜3びきの大冒険〜                                                             | 2017年1月26日   | アキチカ                  | - | えみ・ゆず・かりんの3人だけによるライブ                                                     |
| ラビフェス 2歩目 〜3びきのバレンタイン〜                                                       | 2017年2月9日    | アキチカ                  | - | 同上                                                                                        |
| ラビフェス 3歩目 〜3びきの大実験〜                                                             | 2017年2月26日   | アキチカ                  | - | 同上                                                                                        |
| ラビフェス 4歩目 〜3びきのホワイトデー〜                                                       | 2017年3月9日    | アキチカ                  | - | 同上                                                                                        |
| ラビフェス 5歩目 〜3びきの進級テスト〜                                                         | 2017年3月23日   | アキチカ                  | - | 同上                                                                                        |
| ラビフェス 6歩目 〜3びきの卒業式〜                                                             | 2017年3月26日   | アキチカ                  | - | 同上                                                                                        |
| です。ラビッツ 1st ワンマンライブ@新宿BLAZE 「Road to 日本武道館」〜己を越えろ〜               | 2017年5月7日    | 新宿BLAZE                 | - | 詳細は略歴の項を参照。                                                                      |
| 夏鈴生誕祭                                                                                     | 2017年8月12日   | club asia                 | - |                                                                                             |
| ほんのチョット 爆笑ヒットパレード                                                              | 2017年8月12日   | club asia                 | 南波志帆 つぼみ ピスタチオ 西村ヒロチョ |                                                                                             |
| まだまだ己を超えろ！2ndワンマンライブ@新宿BLAZE                                                | 2017年9月24日   | 新宿BLAZE                 | - | 詳細は略歴の項を参照。                                                                      |
| です。ラビッツ 己を越えろツアー2017【名古屋 ell.SIZE】                                         | 2017年10月7日   | 名古屋 ell.SIZE           | 七碧ティナ GRATIA-ALA | 共演者はフロントアクトとしての出演                                                          |
| です。ラビッツ 己を越えろツアー2017【福岡 DRUM Be-1】                                          | 2017年10月14日  | 福岡 DRUM Be-1            | - |                                                                                             |
| です。ラビッツ 己を越えろツアー2017【札幌 DUCE】                                               | 2017年10月21日  | 札幌 DUCE                 | ゆうなあっともふもふ ぷりんせす♡たいむ | 共演者はフロントアクトとしての出演                                                          |
| です。ラビッツ 己を越えろツアー2017【大阪 FANJ twice】                                         | 2017年11月3日   | 大阪 FANJ twice           | つぼみ Noah'sMile | 共演者はフロントアクトとしての出演                                                          |
| Represented by 『です。ラビッツ』ACOUSTIC FESTIVAL                                             | 2017年11月23日  | Shibuya REX               | SAWA 奥村愛子 CO906. |                                                                                             |
| 大川柚 生誕祭                                                                                  | 2017年12月23日  | MBoxx                     | 空野青空 ふたりオポジット |                                                                                             |
| えみ(部長)生誕祭 with special guest RHYMEBERRY                                                 | 2018年1月7日    | Shibuya REX               | RHYMEBERRY |                                                                                             |
| 力雅祭り前夜祭 部長FES Vol.19 in 名古屋                                                        | 2018年1月20日   | 車道3STAR                 | OS☆U ココロモヨヲ |                                                                                             |
| ラウドルフェス2018冬                                                                           | 2018年2月4日    | Shibuya REX               | 爆裂女子-BURST GIRL- THE BANANA MONKEYS Candy♡Syrup ジョアンジョアン ShiX しらい(MC)                                                               |                                                                                             |
| まだまだまだまだ己を超えろ！3rdワンマンライブ@新宿BLAZE                                        | 2018年2月18日   | 新宿BLAZE                 | - | 詳細は略歴の項を参照。                                                                      |
| DESU.RABBITS & DEADLIFT LOLITA 2-MAN LIVE                                                      | 2018年3月10日   | Shibuya REX               | DEADLIFT LORITA |                                                                                             |
| 第20回部長FESTIVAL                                                                             | 2018年3月22日   | club asia                 | 『インキーウップス』 TOKYO PiXiON 東京flavor BANZAI JAPAN                                                                                          |                                                                                             |
| フリーライブ『です。ラビッツ単独公演』＠台北                                                   | 2018年3月25日   | clapper studio            | - |                                                                                             |
| ラウドルフェス2018春                                                                           | 2018年4月26日   | club asia                 | ヲルタナティヴ NECRONOMIDOL アンダービースティー 爆裂女子-BURST GIRL- TEARS Alloy CANDY GO!GO! Candy♡Syrup Broken By The Scream しらい(MC)         |                                                                                             |
| 第21回部長FESTIVAL                                                                             | 2018年5月25日   | club asia                 | Malcolm Mask McLaren つぼみ KAMOがネギをしょってくるッ!!!                                                                                          |                                                                                             |
| DEADLIFT LOLITA & DESU.RABBITS クラウドファウンディング開始の決起集会！                        | 2018年6月1日    | BAR&FIGHT 地下闘技場      | DEADLIFT LORITA |                                                                                             |
| 第22回部長FESTIVAL                                                                             | 2018年6月22日   | club asia                 | かぷりす RECOJO AIBECK イケてるハーツ キミイロプロジェクト 『インキーウップス』 絶対直球女子!プレイボールズ                                        |                                                                                             |
| ラウドルフェス 2018 SUMMER                                                                     | 2018年7月20日   | club asia                 | 小熊あやめ KING∞RAGE 969 ジョアンジョアン SPARK SPEAKER せのしすたぁ 竹越くるみ from Devil ANTHEM. バカは死ぬまでなおらない。 Broken By The Scream | MCにて2度目の全国ツアーが発表される。                                                       |
| DEADLIFT LOLITA & DESU.RABBITS 2-MAN LIVE in TAIWAN                                            | 2018年7月28日   | Jack's studio             | DEADLIFT LORITA |                                                                                             |
| かりん生誕だョ！ですラビ夏祭り！！                                                             | 2018年8月18日   | club asia                 | 劇場版ゴキゲン帝国 Devil ANTHEM. RHYMEBERRY |                                                                                             |
| デッドリフトラビッツ！凱旋＆台湾報告会                                                         | 2018年8月21日   | BAR&FIGHT 地下闘技場      | DEADLIFT LORITA |                                                                                             |
| JK LAST TOUR です。ラビッツ！〜大阪・ゆずプロデュース編〜                                      | 2018年9月24日   | 梅田CLUB QUATTRO          | てのひらえる Noah'sMile ジョアンジョアン 代代代 ネムレス                                                                                           |                                                                                             |
| JK LAST TOUR です。ラビッツ！〜福岡・えみプロデュース編〜                                      | 2018年10月14日  | INSA Fukuoka              | RoaR |                                                                                             |
| 結成5周年記念 です。ラビッツ ACOUSTIC FESTIVAL Vol.2                                           | 2018年11月11日  | 青山RizM                  | 969 RY's |                                                                                             |
| JK LAST TOUR です。ラビッツ！〜札幌・かりんプロデュース編〜                                    | 2018年12月2日   | ふぁーすて                | ぷりんせす♡たいむ THEご主人様 | 10月7日に予定されていたが台風のため延期                                                     |
| ラウドルフェス 2018 FINAL                                                                      | 2018年12月16日  | MBoxx                     | 8bitBRAIN エルフロート 969 SPARK SPEAKER ZOMBIE POWDER I.D.And Fly LooM Dan te Lion てのひらえる どうして友達がいないのか。 ネムレス PiiiiiiiN     |                                                                                             |
| ゆず生誕祭                                                                                     | 2018年12月24日  | 下北沢 LIVEHOLIC          | - |                                                                                             |
| 初めてのですラビクリスマス 〜みんながサンタクロース♡〜                                         | 2018年12月25日  | 下北沢 LIVEHOLIC          | - |                                                                                             |
| えみ&部長 生誕祭 2019                                                                          | 2019年1月5日    | MBoxx                     | ピコピコ☆レボリューション 黒猫は星と踊る エレファンク庭 Obento Idole RY's ネムレス 空野青空                                                        | 3月23日にワンマンライブを開催することが発表される                                           |
| 逆チョコ頂戴♡ 新曲 卒業少女お披露目＆ちょっと遅めのバレンタインイベント！                      | 2019年2月16日   | MBoxx                     | - |                                                                                             |
| DESURABBITS ワンマン LIVE「兎革命 vol.1‐卒業少女‐」                                            | 2019年3月23日   | 渋谷 CYCLONE              | - | 詳細は略歴の項を参照。                                                                      |
| DESURABBITS presents “LOUDOLFES 2019 SPRING 〜春のモッシュ祭り〜”                              | 2019年4月29日   | club asia                 | LADYBABY Broken By The Scream 喜多村英梨 |                                                                                             |
| DESURABBITS 3-MAN LIVE “Battle Of Butterfly” 大阪編                                            | 2019年7月26日   | 梅田CLUB QUATTRO          | 彩羽真矢 82回目の終身刑 |                                                                                             |
| DESURABBITS 3-MAN LIVE “Battle Of Butterfly” 東京編                                            | 2019年8月10日   | club asia                 | 椎名ひかり SPARK SPEAKER |                                                                                             |
| かりん生誕2019ラストティーン〜みんなかわいくなっちゃお大作戦〜                                 | 2019年8月18日   | 下北沢 LIVEHOLIC          | NaNoMoRal |                                                                                             |
| DESURABBITS ワンマン LIVE「兎革命 vol.2 -成蝶 seicho-」                                        | 2019年9月14日   | 下北沢 GARDEN             | - | 「蝶」の字は正式には兎偏（創作漢字）。詳細は略歴の項を参照。                                |
| ラストティーン 大人の大川 〜みんなでセトリを決めよう〜                                         | 2019年12月28日  | Zirco Tokyo               | せのしすたぁ 空野青空 |                                                                                             |
| 望月餅つき！                                                                                   | 2020年1月12日   | Zirco Tokyo               | つぼみ大革命 SAWA |                                                                                             |
| DESURABBITSオンラインリモートLIVE @TSUTAYA O-WEST                                              | 2020年7月26日   | Shibuya O-WEST (配信限定) | - | 詳細は略歴の項を参照。                                                                      |
| KARINオンライン生誕祭 "かりこ、おとなになります！"                                             | 2020年8月23日   | MBoxx (配信限定)          | - |                                                                                             |
| 7th Anniversary "SINGLE BEST" 生配信！                                                         | 2020年11月13日  | 恵比寿act*square          | - | 詳細は略歴の項を参照。                                                                      |
| YUZU生誕祭 "20th Anniversary"                                                                  | 2020年8月23日   | MBoxx                     | - |                                                                                             |
| EMI&BUCHO 生誕祭 2021                                                                          | 2021年1月16日   | MBoxx (配信限定)          | - |                                                                                             |
| LAST JUMP                                                                                      | 2021年6月20日   | Zepp Haneda               | - | 詳細は略歴の項を参照。                                                                      |

## 出演

### テレビ
- ワンセグ☆ふぁんみ (NHKワンセグ2、2015年1月24日) - ゲスト出演
- センニュウ★感 (テレビ東京、2015年9月6日) - 「現役アイドル・１００人の特技を徹底リサーチ」にてインタビューが放送される
- ランク王国 (TBS系列、2015年10月24日) - 「ゆるスポ ランキング」にデスラビッツチームとして出演する
- 未来定番曲 〜Future Standard〜 (テレビ神奈川、テレビ埼玉他全国5局ネット、2015年12月2週/4週、2016年1月4週) - 札幌での主催ライブの模様が放送される
- 千原せいじのバズ☆ドル (テレビ愛知、2016年1月3日、10日) - ゆずの一発芸と2016年の抱負などを話したインタビューが放送される
- アイドルお宝くじ (テレビ朝日、2016年1月22日) - アイドルSTARWARSを披露
- アイドリーーーム!! (Kawaiian TV、2016年2月24日) - ゲスト出演
- 未来定番曲 〜Future Standard〜 (テレビ神奈川、テレビ埼玉他全国5局ネット、2016年5月3週、6月1週、7月1週、8月4週) - 神戸まつりや3rdワンマンライブの模様が放送される
- IDOL アカデミー(K・U・T )ノ爆 (Kawaiian TV、2016年11月29日、2017年5月16日) - ゲスト出演
- 東京アイドル戦線 (テレビ東京）
  - 2017年7月13日 - 略歴の紹介とインタビューが放送される
  - 2017年8月24日、8月31日 - 1 Ticket 4 Ramen プロジェクトが紹介される
  - 2017年11月23日、11月30日、12月21日 - 1 Ticket 4 Ramen プロジェクトの最新状況が紹介される
- みっちりねこ (TOKYO MX、2018年1月29日、1月31日、2月8日) - 声優として出演
- カニつめくん (テレビ東京、2018年6月15日) - ゲスト出演
- 超!アイドル戦線 〜Men'sSide＆Girl'sSide〜 (TOKYO MX、2018年9月13日) - 「@JAM EXPO 2018」のトークステージの模様が放送される
- おはよう!アイドル長屋REMIX (TOKYO MX、2018年10月9日) - ライブの模様とコメントが放送される
- IDOL アカデミー(K・U・T )ノ爆 (Kawaiian TV、2019年5月8日) - ゲスト出演
- HOT WAVE (テレビ埼玉）
  - 2019年7月28日 - 「AYAKA NATION 2019 in Yokohama Arena」篇内にてインタビュー映像が放送される
  - 2019年8月25日 - コメントが放送される
- 熱波 (テレビ埼玉、2019年8月25日) - ゲスト出演
- @JAM TV powered by LIVE DAM Ai (日テレプラス、2019年12月22日) - 「PR時間争奪！@JAM TV ガチンコ歌うま対決」に出演する
- MUSIC B.B. (TOKYO MX他全国27局ネット）
  - 2020年3月5週、4月1 - 3週 - インタビュー、VTRコメント、および、MVが放送される
  - 2020年5月4週 - 「大西亜玖璃が今見たいアーティスト」で紹介される
  - 2021年3月4週 - 「BIG BUZZアーティスト」で紹介される

### ラジオ
- みなのばハッピープレイス (かずさエフエム、2015年4月12日) - ゲスト出演
- ですですですですです。ラビッツですっ![55] (ラジオ関西、2016年1月2日 - 2016年12月31日) - 初の冠ラジオ番組 (放送開始時の番組名は「デスデスデスデスデスラビッツですっ！」）
- 青春ラジメニア (ラジオ関西、2016年5月14日) - ゲスト出演
- みなのばハッピープレイス (かずさエフエム、2017年8月27日) - ゲスト出演
- BeaTree supported by RUIDO (エフエム富士、2018年10月21日) - ゲスト出演
- サテライトボイス in お台場 ODAIBA RAINBOW STATION (ミュージックバード、2019年4月12日) - ウィークリーパーソナリティーを担当
- 鎌倉愛ドル箱 (鎌倉FM、2019年8月21日、28日) - ゲスト出演 (部長)
- DJ Tomoaki’s Radio Show! (下北FM、2019年8月22日) - ゲスト出演
- 鎌倉愛ドル箱 (鎌倉FM、2019年10月9日、16日) - ゲスト出演 (部長)
- 鎌倉シーサイドステーション (鎌倉FM、2019年10月14日) - ゲスト出演 (部長)
- 九州ポップカルチャー研究所α (エフエム鹿児島、2020年8月10日) - 「ポプカルコネクト！」に出演する
- ギュウゾウとPinokkoの雷ヘッドライナー (RADIO BERRY、2020年10月4日、10日) - ゲスト出演
- music×serendipity (LOVE FM、2021年3月31日) - 電話出演
- オトナビゲーション (RKB毎日放送、2021年4月9日) - 電話出演 (望月愛実)
- NANIWAdelic RADIO (エフエム大阪、2021年4月12 - 15日) - ゲスト出演
- 鎌倉愛ドル箱 (鎌倉FM、2021年6月16日) - ゲスト出演 (部長)

### 雑誌
- TRASH-UP!! vol.20 (株式会社トラッシュアップ、2014年10月21日発行) - インタビュー掲載
- TRASH-UP!! vol.21 (株式会社トラッシュアップ、2015年2月5日発行) - 「アイドル251人に聞く 2014 私のベスト5」にて、かりんのBEST MUSICが掲載される
- Top Yell 2015年09月号 (竹書房、2015年8月6日発行) - インタビュー掲載
- 激ロックマガジン 2016年05月号 (激ロックエンタテインメント株式会社、2016年5月発行) - インタビュー掲載
- アサヒ芸能SECRET vol.58 (徳間書店、2019年6月4日発行) - 特集(令和ブレイクアイドル予報)の中で紹介される
- BUBKA 2020年4月号 (白夜書房、2020年2月29日発行) - 「南波一海のライブアイドル a go! go!」の中で紹介される
- 激ロックマガジン 2020年04月号 (激ロックエンタテインメント株式会社、2020年4月発行) - インタビュー掲載[56]
- 激ロックマガジン 2021年03月号 (激ロックエンタテインメント株式会社、2021年3月発行) - インタビュー掲載[57]
- 激ロックマガジン 2021年04月号 (激ロックエンタテインメント株式会社、2021年4月発行) - インタビュー掲載[58]
- bounce 2021年04月号 (タワーレコード株式会社、2021年4月発行) - インタビュー掲載

### 舞台
- ガールズハイパーミュージカル「タイラー×2」 (2017年2月22日 - 2月26日、シアターサンモール) - 大川柚 (ソラ組 キャグニー・スコーピオン役) [59]
- 遥かなるミドルガルズ (2017年5月30 - 6月4日、新宿シアターブラッツ) - 大川柚 (空組 虎島結衣役)
- あいまいみー ザ みゅーじかる (2017年8月15日 - 8月20日、新宿シアターブラッツ - 大川柚 (ぺろぺろ組 矢島役)、安井夏鈴 (あびゃー組 夏菜子役) [60]
- カナダ建国150周年記念コンサート 音楽劇「赤毛のアン」 (2017年11月18日、東京国際フォーラム) - 大川柚 (少女ダイアナ役)
- 朗読劇「少年口伝隊一九四五」 (2018年8月6日、なかのZERO) - 大川柚
- ガールズハイパーミュージカル「タイラー△」(2018年9月22日、築地ブディストホール) - 大川柚 (ゲスト出演 ユリコ・スター役)

### その他
- です。ラビッツチャンネル(旧称は部長チャンネル) (ニコニコ生放送、2013年10月30日 - ) - メンバーの1人である部長が最新スケジュール等を紹介する形式で放送していたが、第98回(2017年3月24日)からはメンバー一人がMCを担当し、ゲストを招いてのトークやゲームを行う形式に変更されている。週1回程度、不定期で配信。SHOWROOM配信の開始に伴い、放送休止中。
- 武道館アイドル博2017（2017年5月6日、日本武道館）[61]
- TOKYO TOWER TV SATURDAY (Ustream、2017年7月15日) - ゲスト出演
- SHOWROOM配信 (2017年11月28日 - ) - それぞれのメンバーアカウントで30分 - 1時間程度配信。2018年2月18日のワンマンライブまで部長は毎日配信した。部長を除くメンバー3人は2018年6月5日まで日替わりで連日配信した。2018年6月12日 - 8月28日は毎週火曜日夕方にメンバー全員による配信を行っていたが、2018年9月からは再度それぞれのメンバーアカウントで不定期に配信する形へ変更している。
- ホリエモン万博スペシャル2018 推しすぎ！アイドルちゃんねる。(2018年2月3日) - ゲスト出演
- アイドルにさせといて！ (2018年4月15日) - ゲスト出演
- ぶるぺん (GYAO!、2018年5月22日) - ゲスト出演[62][63]
- 武道館アイドル博2018〜1000人のアイドルと遊ぼう！〜（2018年8月13日、東京・日本武道館）[64]
- 美人をスタジオに呼んでみた (FRESH LIVE、2018年9月21日、11月16日 - ) - 2018年9月21日はゲスト出演 (大川柚)、2018年11月16日からはレギュラー出演 (大川柚)、2019年5月17日には安井夏鈴もゲストとして出演
- fine.TV MUジックチャンス (FRESH LIVE、2018年11月20日) - ゲスト出演
- 美人にメロメロにされてみた！ (WALLOP、2018年11月29日、2019年2月3日、2019年5月19日) - ゲスト出演
- アイドルピカソ (WALLOP、2019年4月25日、2019年6月27日、2019年11月28日) - ゲスト出演 (大川柚)
- NONSTYLE井上の渋谷ジャック (渋谷クロスFM、2019年5月12日) - ゲスト出演
- オオカミ少年の君こそスターだ！！ (渋谷クロスFM、2019年7月5日) - ゲスト出演
- @JAM THE WORLD (SHOWROOM、2019年7月22日) - ゲスト出演
- アイチャレ!!! (YouTube Live、2020年2月10日) - ゲスト出演
- TOKYO IDOL NET (2020年3月10日、17日、24日) - 大川柚、安井夏鈴、望月愛実の3人がそれぞれ特集される[65][66][67]
- @JAM THE WORLD (MixChannel、2020年8月10日) - ゲスト出演
- @JAM PLAY BACK (Pigooオンデマンド、2020年8月17日から配信) - 過去の@JAMでのライブがコメンタリー形式で配信される
- 南波一海×小林清美の音楽の奏 (TwitCasting、2020年10月17日) - ゲスト出演
- "繋がる"アイドル2人会 (TwitCasting、2021年4月26日、5月12日) - ゲスト出演 (安井夏鈴)